# Bessarabka, Rozdilna
Bessarabka (în ucraineană Бессарабка) este un sat în comuna Velîka Mîhailivka din raionul Rozdilna, regiunea Odesa, Ucraina.

## Demografie
Componența lingvistică a localității Bessarabka
     Ucraineană (100%)
Conform recensământului din 2001, toată populația localității Bessarabka era vorbitoare de ucraineană (100%).